# Barbaceniopsis
Barbaceniopsis, rod polugrmova iz porodice velocijevki (Velloziaceae). Na popisu su 4 priznate vrste rasprostranjenih po zapadu Južne Amerike, od Perua do sjeverozapadne Argentine.
Rod je opisan u Contributions from the United States National Herbarium 35: 270. 1962.

## Vrste
1. Barbaceniopsis boliviensis (Baker) L.B.Sm.; Bolivija, Argentina
2. Barbaceniopsis castillonii (Hauman) Ibisch; bolivijski endem
3. Barbaceniopsis humahuaquensis Noher; argentinski endem
4. Barbaceniopsis vargasiana (L.B.Sm.) L.B.Sm.; peruanski endem